# Mónica Miguel
Mónica Gloria Chávez Miguel (Tepic, Nayarit; 13 de marzo de 1939-Ciudad de México; 12 de agosto de 2020), más conocida como Mónica Miguel, fue una actriz y directora mexicana.

## Carrera
Realizó estudios de actuación en la Academia de la ANDA. Vivió ocho años en Roma, Italia, logrando madurez como artista. A su regreso a México a fines de los 70 participa en puestas en escena del Teatro Insurgentes como Vine, vi y mejor me fui y La maestra bebe un poco. En los 80 participa en las obras El hombre de La Mancha y Aire frío. Paralelamente participa en telenovelas como Amalia Batista, Abandonada, El engaño y Cómo duele callar.
En 1987 debuta como directora de diálogos en la telenovela Quinceañera. Este sería el inicio de una prolífica carrera como directora, colaborando principalmente con la productora Carla Estrada siendo la Directora de Escena en Locaciones de muchas de sus telenovelas, como Amor de nadie, De frente al sol, Los parientes pobres, Alondra, María Isabel y El privilegio de amar, entre otras, a su vez participando como actriz en algunas de ellas.
En 2001 pasa a ser la directora general de Escena de las telenovelas de Estrada tras el desacuerdo que tuvo esta con su anterior director Miguel Córcega; así Mónica Miguel debuta en la telenovela El manantial como Directora de Escena. Continuó en ese puesto en las telenovelas Amor real, Alborada, Pasión y Sortilegio.
En 2010 trabaja con el productor José Alberto Castro siendo la Directora de Escena de la telenovela Teresa.
Su carrera como actriz ha sido igual de extensa, la primera telenovela en la que participó fue Entre brumas en 1973. Desde entonces ha participado en una larga lista de telenovelas, muchas de ellas de la productora Carla Estrada. Generalmente da vida a personajes humildes o ligados a lo indígena dadas sus raíces nayaritas.
Fue una enamorada de su tierra natal. Además de su labor como actriz y directora, fue Promotora del Arte de Nayarit, donde promovió y apoyó los valores artísticos y culturales de los nayaritas.
Fallece en la madrugada del 12 de agosto de 2020 a los 81 años.

## Filmografía

### Actriz
Radionovelas
- Rayo de plata (Doce Balas contra el Mal)
- Kalimán - Profanadores de Tumbas ... Nila Tagore
- Kalimán - Las Momias de Machu-Pichu ... Pekembá
- Kalimán - La Reina de los Gorilas ... Sandra
- Kalimán - Los Samuráis Mensajeros de la Muerte ... Diana Morris
- Kalimán - Más Allá del Más Allá ... Reina de la Noche

Telenovelas y series de televisión
- Médicos, línea de vida (2019) - Doña Inés
- La tempestad (2013) - Madre Eusebia
- La fuerza del destino (2011) - Sanadora Seri
- Sortilegio (2009) - Maya San Juan
- Sexo y otros secretos (2008) - Mónica
- Alborada (2005-2006) - Modesta
- Mujer, casos de la vida real (2001-2002) - Varios personajes
- La casa en la playa (2000) - María Estrada
- María Isabel (1997-1998) - Asunción "Chona" de Sánchez
- Lazos de amor (1995-1996) - Chole
- Más allá del puente (1993-1994) - Amaranta
- De frente al Sol (1992) - Amaranta
- Amor de nadie (1990-1991) - Socorro
- Cuando llega el amor (1989-1990) - Yulma
- Morir para vivir (1989)
- Flor y canela (1988-1989) - Ana
- Yesenia (1987) - Trifenia
- Cómo duele callar (1987) - Casimira
- El engaño (1986) - Carmen
- Abandonada (1985) - Lucía
- Amalia Batista (1983-1984) - Matilde
- Por amor (1982) - Ramona
- Winnetou el mescalero (1980) -  Nalin Vincent
- Entre brumas (1973)

Películas
- Sueño en otro idioma (2017) - Jacinta
- Más allá del muro (2011)
- Gertrudis Bocanegra (1992) - Nana
- Bajo el fuego (1983) - Doctora
- Oficio de tinieblas (1981)
- Víbora caliente (1978) - Ramona
- La casa de Bernarda Alba (1974) - Magdalena
- Quiero la cabeza de Alfredo García (1974) - Dolores de Escomiglia
- Orfeo 9 (1973) - Chiromante
- Una pistola per cento croci! (1971) - Jenny
- La notte dei serpenti (1969)
- El planeta de las mujeres invasoras (1967) - Fitia
- El tigre de Guanajuato (1964)

### Directora de escena
- Silvia, frente a ti (2019)
- Lo imperdonable (2015)
- La tempestad (2013)
- Teresa (2010-2011)
- Sortilegio (2009)
- Pasión (2007-2008)
- Alborada (2005-2006)
- Amor real (2003)
- El manantial (2001-2002)
- Mi destino eres tú (2000)
- La casa en la playa (2000)
- El privilegio de amar (1998-1999)
- María Isabel (1997-1998)
- Te sigo amando (1996-1997)
- Lazos de amor (1995-1996)
- Alondra (1995)
- Más allá del puente (1993-1994)
- Los parientes pobres (1993)
- Primera parte de Entre la vida y la muerte (1993)
- De frente al sol (1992)
- Amor de nadie (1990-1991)
- Cuando llega el amor (1990)
- Flor y canela (1988-1989)
- Segunda parte de Amor en silencio (1988)

### Directora de diálogos
- Primera parte de Amor en silencio (1988)
- Quinceañera (1987-1988)

## Premios y nominaciones

### Premio Ariel
| Año  | Categoría              | Película             | Resultado |
| ---- | ---------------------- | -------------------- | --------- |
| 2018 | Mejor actriz de cuadro | Sueño en otro idioma | Nominada  |

### Premios TVyNovelas
| Año  | Categoría                 | Telenovela            | Resultado |
| ---- | ------------------------- | --------------------- | --------- |
| 2010 | Mejor dirección de escena | Sortilegio            | Ganadora  |
| 2008 | Mejor dirección de escena | Pasión                | Nominada  |
| 2006 | Mejor dirección de escena | Alborada              | Nominada  |
| 2002 | Mejor dirección de escena | El manantial          | Ganadora  |
| 1999 | Mejor dirección de escena | El privilegio de amar | Ganadora  |
| 1999 | Mejor dirección de escena | Te sigo amando        | Ganadora  |
| 1996 | Mejor dirección de escena | Lazos de amor         | Ganadora  |
| 1993 | Mejor dirección de escena | De frente al sol      | Ganadora  |

### Premios ACE (Nueva York)
| Año             | Categoría       | Telenovela | Resultado |
| --------------- | --------------- | ---------- | --------- |
| 2009            | Mejor dirección | Pasión     | Ganadora  |
| 2012            |                 |            |           |
| Mejor dirección | Teresa          | Ganadora   |           |
| 2004            |                 |            |           |
| Mejor dirección | Amor real       | Ganadora   |           |

### Círculo Nacional de Periodistas en México (Sol de Oro)
| Año  | Categoría       | Telenovela | Resultado |
| ---- | --------------- | ---------- | --------- |
| 2004 | Mejor dirección | Amor real  | Ganadora  |

### Califa de Oro
| Año  | Categoría               | Telenovela | Resultado |
| ---- | ----------------------- | ---------- | --------- |
| 2004 | Mejor dirección         | Amor real  | Ganadora  |
| 2009 | Mejor directora del año | Sortilegio | Ganadora  |

### Premios Bravo
| Año  | Categoría                     | Telenovela | Resultado |  |
| 2006 | Mejor primera actriz genérica | Alborada   | Ganadora  |  |

## Nota
1. ↑  Amor Real ganó 25 premios Sol de Oro que son otorgados por la Asociación Nacional de Periodistas de México. Ganó en todas las categorías.[6][7]